# Мойтен, Йорг
Йорг Хуберт Мойтен (нем. Jörg Hubert Meuthen, род. 29 июня 1961, Эссен, Северный Рейн-Вестфалия, ФРГ) — германский политик и экономист. Сопредседатель партии «Альтернатива для Германии» совместно с Тино Хрупаллой, Депутат Европейского парламента с 2017 года.

## Биография
Мойтен — католик и вырос в Эссене. Его отец был бизнесменом и брокером. Он окончил среднюю школу при Гёте-гимназии в Бад-Эмсе в Рейнланд-Пфальце, куда позже переехала его семья.
С 1982 по 1989 год изучал экономику в Мюнстере и в Майнце — в Майнцском университете, а в 1989 году получил учёную степень по экономике.
С 1989 по 1993 год занимался научными исследованиями на факультете финансов Кёльнского университета и в 1993 году защитил докторскую диссертацию по налогу на Церковь.
После получения докторской степени, в 1993—1996 годах работал консультантом в Министерстве финансов земли Гессен. С 1997 года в должности профессора преподавал экономику в Кёльнском университете государственного управления.
В апреле 2016 года был избран депутатом Ландтага земли Баден-Вюртемберг.
Женат на российской немке Наталье, имеет троих детей от первого брака и двоих от второго брака.
В 2022 году попытался исключить из партии председателя «Альтернатива для Германии» (АдГ) в Тюрингии Бьорна Хёкке, но потерпел неудачу и вышел сначала из руководства партии, а потом и из самой АдГ.
С июня 2022 по сентябрь 2023 года состоял в партии Центра. С сентября 2024 член партии Союз ценностей.

## Высказывания Йорга Мойтена в СМИ
- Тройка Меркель: почему правящие партии Германии получили низкий результат. // «РБК», 25 сентября 2017.
- Лидер оппозиции Германии поспорил с Кеннеди о мафии в российской власти. // «РБК», 18 июля 2018.
- Вместо Давоса: зачем стратег Трампа создает правый интернационал в Европе. // «РБК», 23 октября 2018.
- Евродепутат предложил проверить «российский след» в протестах Тунберг. // «РБК», 15 октября 2019.